# Peter Cooper Hewitt

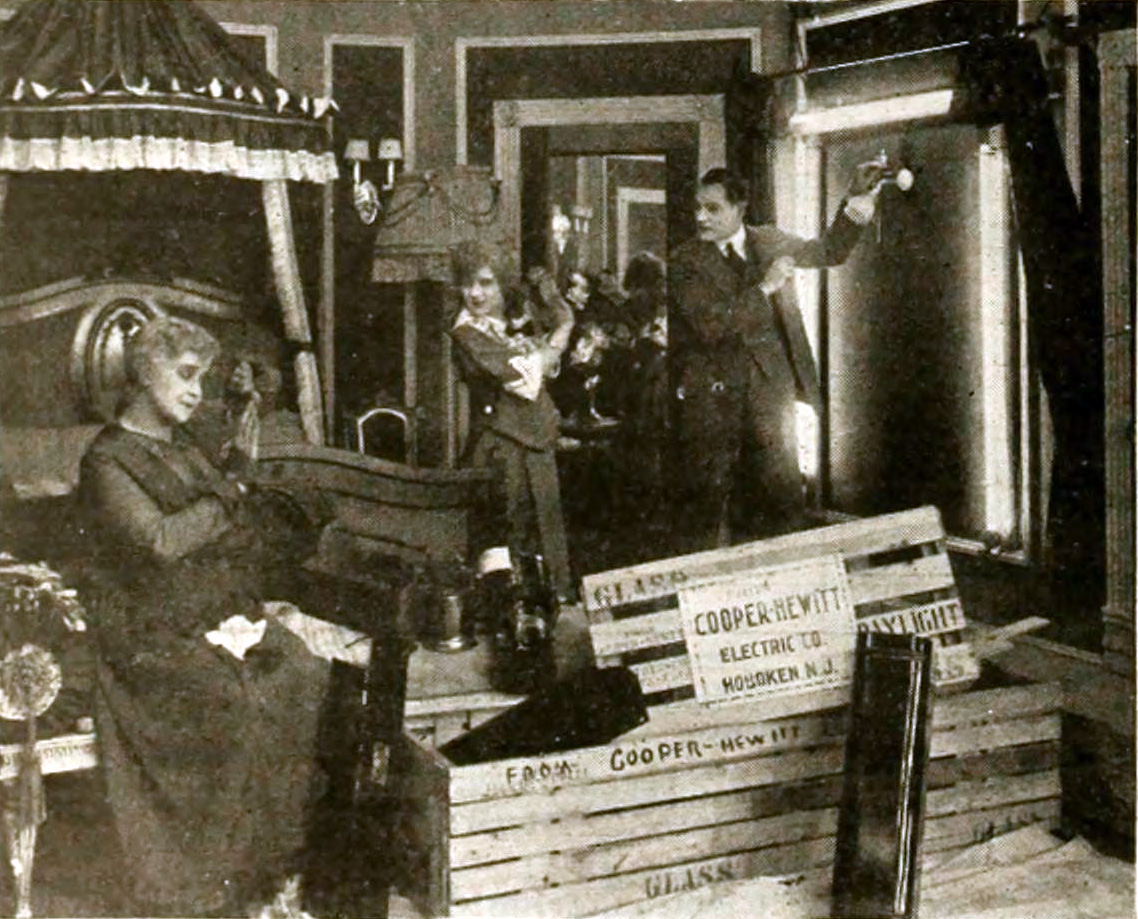
The Mysteries of Myra (1916)

Peter Cooper Hewitt (5 de mayo de 1861 - 25 de agosto de 1921) fue un ingeniero eléctrico estadounidense que, junto al físico alemán Martin Leo Arons, creó la lámpara de vapor de mercurio, para la cual depositó una patente, también creó la bombilla de mercurio, la cual se convirtió en un gran invento reconocido a nivel mundial.

## Inicios
Hewitt nació en Nueva York, hijo del alcalde de la ciudad de Nueva York Abram Hewitt, y nieto del industrial Peter Cooper. Fue educado en el Stevens Institute of Technology y en la Columbia University School of Mines.
Estuvo casado con Lucy Bond Work, hija de Franklin H. Work, "Frank", un conocido corredor de bolsa y protegido de Cornelius Vanderbilt y de la hermana de Frances Work, que estaba casada con Mauricio Roche.

## Carrera
Fabricó una lámpara de descarga en el vapor del mercurio calentado por la corriente que atravesaba la fase líquida. La lámpara se encendía inclinando el tubo para hacer que tomara contacto entre los dos electrodos, estando situado el mercurio líquido en el otro lado en reposo. La eficiencia era mucho mayor que la de las lámparas incandescentes, pero la luz emitida era de un color azulado-verdoso nada agradable, lo que limitaba su uso práctico a áreas profesionales específicas, como la fotografía donde el color no era un problema en una época en la que todas las imágenes eran en blanco y negro.